# Чорноморське морське пароплавство
Чорноморське морське пароплавство — державне підприємство, яке здійснює перевезення вантажів і пасажирів. Управління Чорноморського морського пароплавства розташоване в Києві.

## Історія
Компанія заснована у 1833 році як «Чорноморське товариство пароплавів». На увесь термін його діяльності урядом були передані безкоштовно три казенні пароплави: «Нева», «Император Николай» і «Императрица Александра», що будувалися у Миколаєві (загальною вартістю до 1 млн.
крб асигнаціями). Два з них призначалися для підтримки регулярних рейсів на лінії Одеса-Константинополь (один раз на тиждень), третій передбачався або як заміна у разі необхідності одного з константинопольських пароплавів, або
для інших цілей за розсудом товариства.
Поряд із цим, товариству було надано урядом вельми істотні пільги. Його пароплави звільнялись від виплати зборів: якірного, маячного і ластового (на місткість), отримували від митниці річні паспорти для навігації, поза чергою й без затримок обслуговувались карантинними закладами. Товариству було дозволено закупляти вугілля де завгодно, скільки завгодно й безмитно. Кошти, отримані від перевезення пошти, надходили підприємствам, окрім казенних пакетів, які перевозилися безкоштовно. Пароплавству дозволявся більший набір своїх екіпажів за рахунок іноземних громадян.
Чорноморське пароплавне товариство засновувалось терміном на 10 років, після чого могло клопотати про продовження своєї діяльності. Капітал товариства визначався у 250 тис. крб. асигнаціями (500 акцій по 500 крб.). Сума для акціонерного товариства суттєво невелика й була зібрана досить швидко: хоча купецтво у той час погоджувалось брати участь у будь-якій новій справі з великими пересторогами, боячись ризику не вгадати.
Для управління справами пароплавства загальні збори акціонерів обирали дирекцію, яка складалася із трьох директорів, які у свою чергу обирали керуючого справами дирекції. Уряд відмовлявся від будь-якої участі в управлінні підприємством, попри це щорічний чистий прибуток ділився надвоє — між акціонерами та урядом, за вирахуванням 10 % для складання запасного капіталу. Але вже наприкінці 1835 року уряд відмовився від своїх прав на прибуток і дозволив акціонерам випуском 500 нових акцій збільшити капітал товариства до 500 тис. крб. асигнаціями. Серед першого складу директорів Чорноморського пароплавного товариства були представники великого купецтва.
Першим президентом пароплавства за часів незалежної України був Павло Кудюкін.
Станом на 1992 рік у складі ЧМП налічувалось 255 суден. Тодішній прем'єр-міністр України Леонід Кучма запропонував передати судна ЧМП офшорним компаніям. А сама компанія була перетворена на акціонерне товариство (концерн). Цю пропозицію підтримав Президент України Леонід Кравчук.
У 1992 році було списано 28 суден і в ЧМП залишилось лише 227. Заборгованість на грудень 1992 року становила 170 млн доларів. Протягом 1993 року 160 суден були передані офшорним компаніям.
Після арешту Павла Кудюкіна почався масовий розпродаж та розкрадання майна підприємства: у 1994—1997 роках кількість суден Чорноморського морського пароплавства зменшилась більше ніж на 200, в тому числі у 1995—1997 роках компанія втратила 171 одиницю флоту.
Станом на 2004 рік у Чорноморському морському пароплавстві залишилось 6 суден, а заборгованість за кредитами становила 11,1 млн доларів.
У 2008 році у Чорноморському морському пароплавстві налічувався один самохідний плашкоут «Парутине».
На данний час ДСК «ЧМП» відновлює свою роботу. Відповідно до наказу Міністерства інфраструктури України від 30.04.2021 року Сметаніна Володимира Володимировича, призначено виконуючим обов'язки Президента Державної судноплавної компанії «Чорноморське морське пароплавство».
Наразі, проводиться робота по відновленню документації ДСК «ЧМП», в тому числі аудит щодо кредиторської та дебіторської заборгованості ДСК «ЧМП», пошуку втраченних активів, як в Україні так і за кордоном. Оскаржується рішення Фонду державного майна України про приватизацію ДСК «ЧМП», як цілісного майнового комплеска за заниженою вартістю. Ведуться судові справи щодо стягнення заборогованості та повернення майна, відкриті кримінальні провадження.

## Критика
Екс-президент України Леонід Кравчук заявив на початку 2013 року, що перетворення Чорноморського морського товариства на акціонерне товариство було помилкою.

### Начальники Чорноморського морського пароплавства
- 1928–1931 — Матвеєв Ф.І.
- 1931–1934 — Занько Борис Матвійович
- 1934–1935 — Коваль П.П.
- 1935–1937 — Магон Генріх Якович
- 1937–1938 — Полковський Андрій Сергійович
- 1938–1938 — Тьомкін Семен Іванович
- 1938–1939 — Петров Михайло Климентійович
- 1939–1941 — Мезенцев Георгій Панасович
- 1941–1944 — Сирих Іван Георгійович ?
- 1944–1949 — Макаренко Пахом Михайлович
- 1949–1954 — Данченко Олексій Євгенович
- 1954–1956 — Полікарпов Олексій Дмитрович
- 1956–1972 — Данченко Олексій Євгенович
- 1972–1975 — Голдобенко Анатолій Віталійович
- 1975–1978 — Томас Олег Костянтинович
- 1978–1986 — Лук'янченко Станіслав Олександрович
- 1986–1992 — Пилипенко Віктор Васильович
- 1992–1994 — Кудюкін Павло Вікторович
- 1994–1995 — Коваль Олексій Володимирович
- 1995–1997 — Стогнієнко Олександр Михайлович
- 1997–1998 — Діордієв Олександр Петрович
- 1998–2000 — Мелащенко Сергій Васильович
- 2000–2002 — Щербак Борис Іванович
- 2002–2004 — Мазовський Михайло Дмитрович
- 2004–2009 — Кожевін Євген Никандрович
- 202.—202. — Добровольський А.П.
- 202.—2021 — Лахненко Євген
- 2021—          Сметанін Володимир Володимирович